# 贝尔克 (阿拉巴马州)
贝尔克（英文：Belk），是美国阿拉巴马州下属的一座城市。面积约为1.39平方英里（约合3.59平方公里）。根据2010年美国人口普查，该市有人口215人，人口密度为155.12/平方英里（约合59.89/平方公里）。